# Federico Baldeschi Colonna
Federico Baldeschi Colonna (Perugia, 2 settembre 1625 – Roma, 4 ottobre 1691) è stato un cardinale italiano.

## Biografia
Nacque a Perugia il 2 settembre 1625 da Jacopo Baldeschi e Artemisia della Corgna.
Papa Clemente X lo elevò al rango di cardinale nel concistoro del 17 dicembre 1674.
Partecipò ai conclave del 1676, che elesse Innocenzo XI, del 1689, che elesse Alessandro VIII e quello del 1691 che elesse Innocenzo XII.
Morì il 4 ottobre 1691 all'età di 66 anni.

## Archivio
La documentazione, prodotta dal cardinale Federico Baldeschi Colonna, venne individuata e inventariata da Oscar Scalvanti agli inizi del XX secolo. Il fondo contiene bolle, brevi, documenti e atti legali, corrispondenza e carte amministrative.

## Genealogia episcopale e successione apostolica
La genealogia episcopale è:
- Cardinale Guillaume d'Estouteville, O.S.B.Clun.
- Papa Sisto IV
- Papa Giulio II
- Cardinale Raffaele Sansone Riario
- Papa Leone X
- Papa Clemente VII
- Cardinale Antonio Sanseverino, O.S.Io.Hieros.
- Cardinale Giovanni Michele Saraceni
- Papa Pio V, O.P.
- Cardinale Innico d'Avalos d'Aragona, O.S.Iacobi
- Cardinale Scipione Gonzaga
- Patriarca Fabio Biondi
- Papa Urbano VIII
- Cardinale Cosimo de Torres
- Cardinale Pier Luigi Carafa
- Cardinale Federico Sforza
- Cardinale Federico Baldeschi Colonna

La successione apostolica è:
- Vescovo Paolo Filocamo (1676)
- Vescovo Carlo Filippo Sfondrati, B. (1677)
- Vescovo Giovanni Paolo Meniconi (1680)
- Vescovo Filippo Lenti (1680)
- Vescovo John Leyburn (1685)

## Ascendenza
|                                                               |                                                           |                                                       | Genitori                                      |  |  | Nonni |  |  | Bisnonni         |  |  | Trisnonni                 |  |
|                                                               |                                                           |                                                       |                                               |  |  |       |  |  | Pompeo Baldeschi |  |  | Giovanni Andrea Baldeschi |  |
|                                                               |                                                           |                                                       |                                               |  |  |       |  |  | Pompeo Baldeschi |  |  | Giovanni Andrea Baldeschi |  |
|                                                               |                                                           | Giulia di Sorbello                                    |                                               |  |  |       |  |  | Pompeo Baldeschi |  |  |                           |  |
| Tiberio Baldeschi                                             |                                                           |                                                       |                                               |  |  |       |  |  | Pompeo Baldeschi |  |  |                           |  |
|                                                               |                                                           | Antea Baglioni                                        | …                                             |  |  |       |  |  |                  |  |  |                           |  |
|                                                               |                                                           | Antea Baglioni                                        | …                                             |  |  |       |  |  |                  |  |  |                           |  |
|                                                               |                                                           | Antea Baglioni                                        | …                                             |  |  |       |  |  |                  |  |  |                           |  |
| Jacopo Baldeschi                                              |                                                           | Antea Baglioni                                        |                                               |  |  |       |  |  |                  |  |  |                           |  |
|                                                               |                                                           | Jacopo Todeschini Piccolomini                         | Antonio Maria Todeschini Piccolomini          |  |  |       |  |  |                  |  |  |                           |  |
|                                                               |                                                           | Jacopo Todeschini Piccolomini                         | Antonio Maria Todeschini Piccolomini          |  |  |       |  |  |                  |  |  |                           |  |
|                                                               |                                                           | Jacopo Todeschini Piccolomini                         | Elena Sforza di Santa Fiora                   |  |  |       |  |  |                  |  |  |                           |  |
| Irene Todeschini Piccolomini                                  |                                                           | Jacopo Todeschini Piccolomini                         |                                               |  |  |       |  |  |                  |  |  |                           |  |
|                                                               |                                                           | Isabella Orsini di Pitigliano                         | Niccolò III Orsini, IX conte di Pitigliano    |  |  |       |  |  |                  |  |  |                           |  |
|                                                               |                                                           | Isabella Orsini di Pitigliano                         | Niccolò III Orsini, IX conte di Pitigliano    |  |  |       |  |  |                  |  |  |                           |  |
|                                                               |                                                           | Isabella Orsini di Pitigliano                         | Livia Orsini di Nerola                        |  |  |       |  |  |                  |  |  |                           |  |
| Federico Baldeschi Colonna                                    |                                                           | Isabella Orsini di Pitigliano                         |                                               |  |  |       |  |  |                  |  |  |                           |  |
|                                                               | Diomede della Corgna, II marchese di Castiglione del Lago | Ercole II Arcipreti della Penna                       |                                               |  |  |       |  |  |                  |  |  |                           |  |
|                                                               | Diomede della Corgna, II marchese di Castiglione del Lago | Ercole II Arcipreti della Penna                       |                                               |  |  |       |  |  |                  |  |  |                           |  |
|                                                               | Diomede della Corgna, II marchese di Castiglione del Lago | Laura della Corgna                                    |                                               |  |  |       |  |  |                  |  |  |                           |  |
| Ascanio II della Corgna, III marchese di Castiglione del Lago | Diomede della Corgna, II marchese di Castiglione del Lago |                                                       |                                               |  |  |       |  |  |                  |  |  |                           |  |
|                                                               |                                                           | Porzia Colonna di Zagarolo                            | Camillo Colonna, I duca di Zagarolo           |  |  |       |  |  |                  |  |  |                           |  |
|                                                               |                                                           | Porzia Colonna di Zagarolo                            | Camillo Colonna, I duca di Zagarolo           |  |  |       |  |  |                  |  |  |                           |  |
|                                                               |                                                           | Porzia Colonna di Zagarolo                            | Vittoria Colonna                              |  |  |       |  |  |                  |  |  |                           |  |
| Artemisia della Corgna                                        |                                                           | Porzia Colonna di Zagarolo                            |                                               |  |  |       |  |  |                  |  |  |                           |  |
|                                                               |                                                           | Federico Sforza di Santa Fiora, signore di Valmontone | Mario Sforza, XI conte di Santa Fiora         |  |  |       |  |  |                  |  |  |                           |  |
|                                                               |                                                           | Federico Sforza di Santa Fiora, signore di Valmontone | Mario Sforza, XI conte di Santa Fiora         |  |  |       |  |  |                  |  |  |                           |  |
|                                                               |                                                           | Federico Sforza di Santa Fiora, signore di Valmontone | Fulvia Conti, signora di Valmontone e Lugnano |  |  |       |  |  |                  |  |  |                           |  |
| Francesca Sforza di Santa Fiora                               |                                                           | Federico Sforza di Santa Fiora, signore di Valmontone |                                               |  |  |       |  |  |                  |  |  |                           |  |
|                                                               |                                                           | Beatrice Orsini                                       | Virginio Orsini, I duca di San Gemini         |  |  |       |  |  |                  |  |  |                           |  |
|                                                               |                                                           | Beatrice Orsini                                       | Virginio Orsini, I duca di San Gemini         |  |  |       |  |  |                  |  |  |                           |  |
|                                                               |                                                           | Beatrice Orsini                                       | Ersilia Orsini di Pitigliano                  |  |  |       |  |  |                  |  |  |                           |  |
|                                                               |                                                           | Beatrice Orsini                                       |                                               |  |  |       |  |  |                  |  |  |                           |  |